# Подолы (Сумская область)

Подолы (укр. Поділи) — село,
Голубовский сельский совет,
Середино-Будский район,
Сумская область,
Украина.
Село ликвидировано в 1988 году .

## Географическое положение
Село Подолы находится на правом берегу реки Лютка, недалеко от её истоков,
ниже по течению на расстоянии в 0,5 км расположено село Полесское.
К селу примыкают большие лесные массивы (сосна).

## История
- 1988 — село ликвидировано [1].